# The Revolution
The Revolution — американская музыкальная группа, основанная в Миннеаполисе, штат Миннесота, в 1979 году Принсом. Прославились они в середине 1980-х годов с альбомом Purple Rain, который к 1996 году продался только в США в 13 миллионах экземпляров. За время существования коллектива он поднимался на 1 место чарта американского музыкального журнала «Билборд» с двумя альбомами (Purple Rain и Around the World in a Day), достигал первой десятки «Билборда» с шестью синглами и три раза становился обладателем премии «Грэмми». Группа официально прекратила существование в 1986 году после концертного тура в поддержку альбома Parade (Hit n' Run / Parade Tour).
Начиная с 2000 года, отдельные участники The Revolution давали совместные выступления в разных комбинациях (включая самого Принса). После смерти Принса в 2016 году группа воссоединилась для концертных выступлений.

## Признание

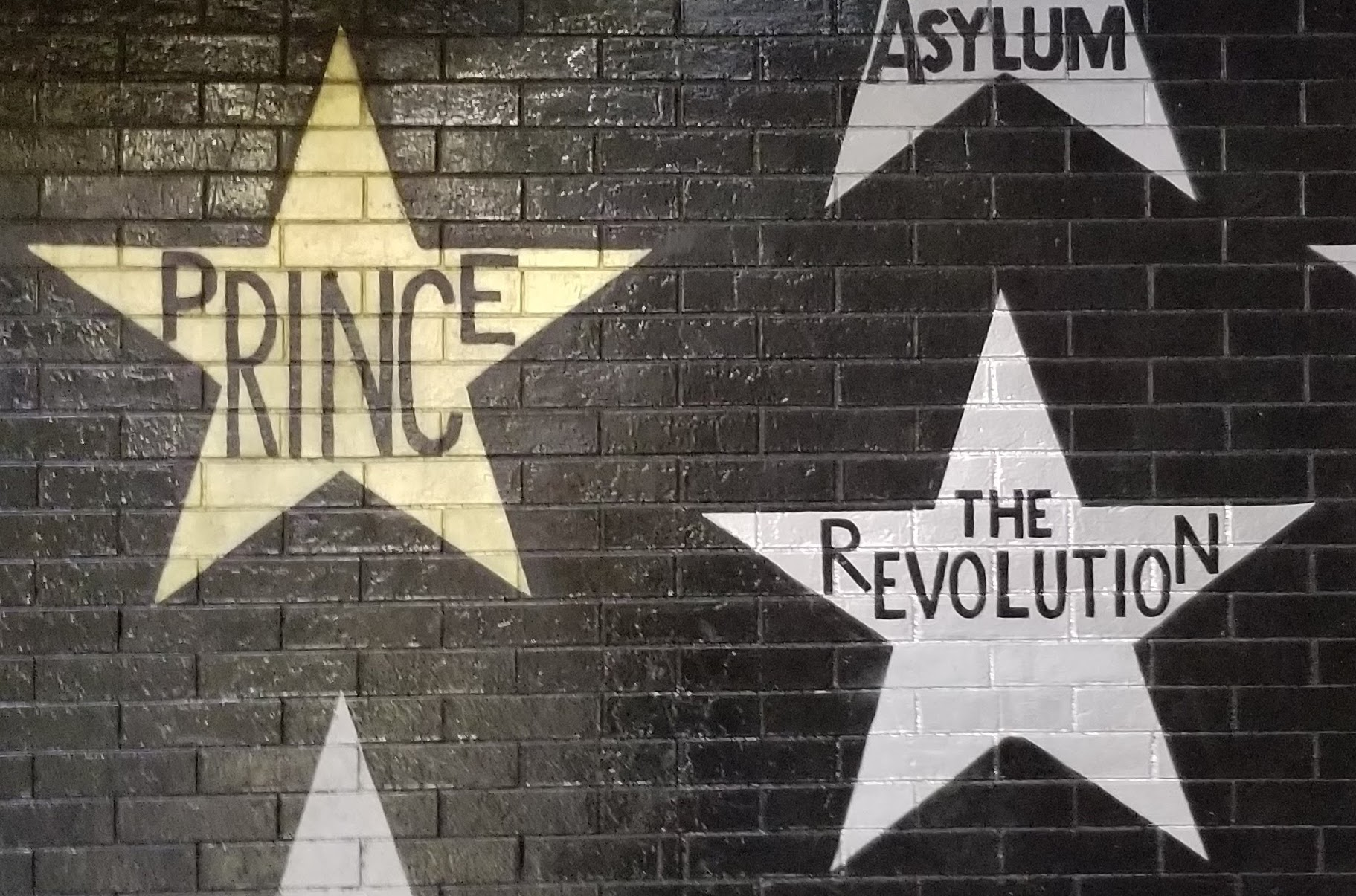
Граффитти на стене клуба «First Avenue», Миннеаполис.

Две песни в исполнении Принса и группы The Revolution, — «Purple Rain» и «When Doves Cry», — входят в составленный Залом славы рок-н-ролла список 500 Songs That Shaped Rock and Roll.

## Состав

### Первый состав
- Принс — ведущий вокал, гитара, фортепиано
- Дез Дикинсон[англ.] — гитара
- Андре Симон — бас-гитара
- Бобби Зи — ударные, перкуссия
- Гейл Чапман — клавишные
- Мэтт Финк[англ.] — клавишные

### Состав 1982—1983 годов
- Принс — ведущий вокал, гитара, фортепиано
- Дез Дикинсон[англ.] — гитара
- Браун Марк[англ.] — бас-гитара
- Бобби Зи — ударные, перкуссия
- Лиза Коулман[англ.] — клавишные, фортепиано
- Мэтт Финк[англ.] — клавишные

В 1984 году Деза Дикинсона заменила Венди Мелвойн.

## Дискография
- См. «The Revolution (band) § Discography» в английском разделе.